# ゼロ距離水族館伊勢シーパラダイス
ゼロ距離水族館伊勢シーパラダイス（ぜろきょりすいぞくかんシーパラダイス）は三重県伊勢市二見町江（旧・度会郡二見町江）にある水族館。略称、伊勢シーパラダイス（いせシーパラダイス）、シーパラ。名勝二見浦に隣接している。株式会社伊勢夫婦岩パラダイスが運営。2015年9月までは名鉄グループに属していた。2024年10月に伊勢夫婦岩ふれあい水族館シーパラダイスから改名した。

## 概要
伊勢湾フェリーの開通によりモータリゼーションと観光産業が高まる時代背景に着目した「はとバス」・「東京タワー」の創業者でもある山本龍男が、名鉄不動産・名鉄観光サービスなど名古屋鉄道グループ各社からの出資を受け、1965年（昭和40年）にドライブイン「二見浦観光センター（後に夫婦岩パラダイスへ改称）」を開設。1966年（昭和41年）に同施設内の水族館が開業した。
リゾート法に基づく三重サンベルトゾーン構想に呼応するかたちで、1989年（平成元年）に大幅な改装工事が行われ、「夫婦岩パラダイス」は立体駐車場とレストランを連ねたショッピングモール・二見プラザに、水族館は二見シーパラダイスへ改称した。
館内ではゴマフアザラシ、アシカ、セイウチといった鰭脚類を中心とした海獣と魚類が数多く飼育展示されている。1990年代よりミナミゾウアザラシ(2013年前半まで)とセイウチが飼育プールから観客のいる広場に登壇し、持ち芸を披露したり、記念撮影などができるショータイムが行われている。さらに、水族館では稀にみる動物達との距離が近い”ふれあい水族館”（トド、セイウチなどの海獣類を水槽の外に出しお客様の目の前でパフォーマンスを披露する）として、後の水族館事業に大きな影響を与えた。
2000年（平成12年）より、水族館スタッフがツメナシカワウソと握手ができるように塩化ビニールパイプを使い、餌をもらえると思い手を伸ばす動作を応用し、お客様と握手できるようにして生まれたのが「ツメナシカワウソとの握手」であり、この握手の先駆けではある。後に他の園館でも見られるようになるが元祖は本水族館である。また、ショーとは関係なくイルカがボールで遊びだす「イルカのキャッチボール」も見られるようになり、イルカがボールを持って観光客相手にボールを投げ、それを返すことでキャッチボールができる。ちなみにキャッチボールができるタイミングは気まぐれであり、ちゃんと返投しないとそっぽを向かれ、壁で個人練習をする。完全に気分次第である。
2003年（平成15年）より、ほぼ毎日更新の飼育員執筆のブログが設置されている。（2020年現在はアメーバブログ）
当館で飼育されていたミナミゾウアザラシの「丸子（2013年没）」と、夫「元気（1999年没）」と娘の「夢海子（1995年生まれ、2009年没）」は、あっかんべーの芸が出来た。丸子は2008年1月7日に1989年1月7日の飼育開始から19年（6939日）を経過し国内最長飼育記録を更新したが（2番目の記録は伊豆三津シーパラダイスの17年8ヶ月）、丸子は2013年4月9日に急病を発して死亡した。丸子の飼育期間は24年3ヶ月（8,858日間）に上り、ミナミゾウアザラシの飼育期間としては世界最長記録でもあった。さらに、1987年9月18日に入館したノコギリエイや、1993年4月19日に館内で誕生したツメナシカワウソの「チィ」も国内最長飼育記録を更新し続けていたが、2013年12月7日の朝に死亡が確認された。
2015年（平成27年）9月、株主の親会社である名古屋鉄道が将来の改修費用の投資に懸念を示したことで、地方の中小企業に特化した企業再生ファンドを組成する日本産業推進機構(NSSK)に運営会社の株式を譲渡。社名を伊勢夫婦岩パラダイスに改めた。2016年（平成28年）には、水族館の名称を二見シーパラダイスから伊勢夫婦岩ふれあい水族館シーパラダイス（略称:伊勢シーパラダイス）に、二見プラザを伊勢夫婦岩ショッピングプラザに改称した。
サンシャイン水族館が運営するSNS「いきものAZ」 主催の『第一回 カワウソゥ選挙（ブブゼラ）』『第二回 カワウソゥ選挙（きらり・ひらり）』『第一回 ヒレアシ甲子園（ヒマワリ）』において、当館の飼育動物（ツメナシカワウソ・セイウチ）が全国首位の得票数を獲得し3冠達成。この影響で2018年のゴールデンウィークの入園者数は前年比4割増と急伸し、伊勢市長からセイウチのヒマワリに対して感謝状が贈呈された。
2018年（平成30年）4月、伊勢夫婦岩ショッピングプラザを伊勢夫婦岩めおと横丁に名称変更。
2019年（平成31年）4月、ふれあい魚館を新エリアとしてオープンした。
2023年（令和5年）12月、日本産業推進機構(NSSK)が京都の不動産会社株式会社さくらに全株式譲渡。
2024年（令和6年）10月、名称を伊勢夫婦岩ふれあい水族館シーパラダイスからゼロ距離水族館伊勢シーパラダイスに変更した。

## 概歴
- 1965年（昭和40年）7月17日 - 二見浦観光センターのレストハウスが開業[11]。
- 1966年（昭和41年）4月29日 - 二見浦観光センターの熱帯植物園が開業[12]。
- 1966年（昭和41年）7月21日 - 二見浦観光センターの水族館が開業[13]。
- 1967年（昭和42年） - 二見浦観光センターを「夫婦岩パラダイス」に改称[14]。
- 1968年（昭和43年）3月9日 - 二見浦熱帯植物水族館が文部省より博物館法で規定する博物館相当施設に指定される[15]。
- 1989年（平成元年）
  - 2月18日 - 全面改築工事の起工式を挙行[16]。
  - 12月16日 - 改築工事が完了、夫婦岩パラダイスを二見プラザに改称、水族館を二見シーパラダイスと命名し、再開館[17]。
- 2015年（平成27年）9月16日 - 日本産業推進機構が名古屋鉄道から全株式を取得し、名鉄グループを離脱[18]。
- 2016年（平成28年）
  - 4月1日 - 二見プラザを伊勢夫婦岩ショッピングプラザに、二見シーパラダイスを伊勢夫婦岩ふれあい水族館シーパラダイス（通称：伊勢シーパラダイス）に変更[3]。
  - 4月2日 - 新エリア「ペンギンの森」の一般公開を開始[3]。
- 2019年（平成31年）
  - 4月1日 - 伊勢夫婦岩ふれあい水族館シーパラダイスの新エリアとしてふれあい魚館がオープンし、トドショー（無料）の観覧場所を水族館のエリア内に変更。伊勢夫婦岩ショッピングプラザを伊勢夫婦岩めおと横丁に改称。

## 受賞歴
- 第一回カワウソゥ（総）選挙（2017年）：第1位 ブブゼラ（ツメナシカワウソ）… 32,131票
- 第一回 ヒレアシ甲子園（2018年） ：第1位 ヒマワリ（セイウチ） …318,562票
- 第二回カワウソゥ（総）選挙（2018年） ：第1位 きらり＆ひらり（ツメナシカワウソ） …32,645票
- へんないきもの 大王タイトルマッチ（2019年）：第2位 ポットベリー・シーホース（タツノオトシゴ） …6,051票

主催：サインシャイン水族館　提供：いきものAZ

## 交通アクセス
- 三重交通CANばすまたは路線バス「夫婦岩東口」停留所下車徒歩約1分
- JR東海参宮線二見浦駅から徒歩20分